# Cyclochlamys
Cyclochlamys is een geslacht van tweekleppigen uit de  familie van de Cyclochlamydidae.

## Soorten
- Cyclochlamys aperta Dijkstra & Maestrati, 2012
- Cyclochlamys aupouria (Powell, 1937)
- Cyclochlamys australensis Dijkstra & Maestrati, 2010
- Cyclochlamys austrina Dijkstra & Marshall, 2008
- Cyclochlamys aviculoides (Smith, 1885)
- Cyclochlamys bacachorda Dijkstra & Maestrati, 2015
- Cyclochlamys bacata Dijkstra & Marshall, 2008
- Cyclochlamys delli Dijkstra & Marshall, 2008
- Cyclochlamys gaussiana (Thiele, 1912)
- Cyclochlamys hexagonalis (Powell, 1958)
- Cyclochlamys incubata (Hayami & Kase, 1993)
- Cyclochlamys irregularis Dijkstra & Marshall, 2008
- Cyclochlamys lemchei (Powell, 1958)
- Cyclochlamys martensi (Dijkstra, 1998)
- Cyclochlamys meleagrina (Thiele, 1931)
- Cyclochlamys mestayerae (Dell, 1956)
- Cyclochlamys multistriata (Linse, 2002)
- Cyclochlamys munida Dijkstra & Marshall, 2008
- Cyclochlamys notalis (Thiele, 1912)
- Cyclochlamys perplexa (Soot-Ryen, 1960)
- Cyclochlamys pileolus Dijkstra & Marshall, 2008
- Cyclochlamys pteriola (Melvill & Standen, 1907)
- † Cyclochlamys shepherdi (Laws, 1939)
- Cyclochlamys tenuissima (Hayami & Kase, 1993)
- Cyclochlamys transenna (Suter, 1913)
- Cyclochlamys wakensis Dijkstra & Raines, 2013
- Cyclochlamys wanganellica Dijkstra & Marshall, 2008